# Yangiobod
Yangiobod (usbekisch-kyrillisch Янгиобод; russisch Янгиабад Jangiabad) ist eine Stadt in der Viloyat Taschkent im Osten Usbekistans.

## Lage
Yangiobod liegt auf einer Höhe von 1300 Metern in den westlichen Ausläufern des Talas-Alatau, das zu weiten Teilen im benachbarten Kirgisistan liegt. Im Umland der Stadt erreichen die Berge eine Höhe von weit über 3000 Metern, der höchste Gipfel ist der Bobaytogʻ mit einer Höhe von 3555 Metern. Südlich von Yangiobod liegt die Stadt Angren, die als Verwaltungszentrum für die Region um Yangiobod dient und an das Fernstraßennetz Usbekistans angebunden ist. Von dort aus bestehen Straßenverbindungen nach Taschkent im Westen und in das dicht besiedelte Ferghanatal im Osten.

## Geschichte
Die Geschichte der Stadt beginnt in den 1940er-Jahren als Vorkommen von Silber und Uran in dem Gebiet um die heutige Stadt Yangiobod entdeckt wurden. Ab 1945 wurde die Entwicklung der Stadt verstärkt vorangetrieben, da die Sowjetunion auf die Erschließung von Uranvorkommen angewiesen war, damit das Sowjetische Atombombenprojekt fortgesetzt werden konnte. So kam es zu einer starken Zuwanderung in den neu gegründeten Ort, wobei insbesondere Arbeiter und Experten für den Bergbau in die Stadt kamen. Beim Bau der Stadt wurden Wolgadeutsche, die zuvor nach Zentralasien deportiert worden waren, eingesetzt. Das Stadtwachstum hielt in den ersten Jahren nach der Gründung an, die Einwohnerzahl des Orts wuchs auf knapp 10.000. Zu Glanzzeiten des Uranbergbaus in dem Gebiet hatte die Stadt einen Sonderstatus mit ausgeprägter Geheimhaltung einerseits und privilegierter Versorgung andererseits inne.
In den 1980er-Jahren begann nach dem raschen Aufstieg der Stadt ihr Niedergang. Mit der Erschöpfung der Uranvorkommen in der Region rund um Yangiobod wurden die Einwohner der Stadt ihrer Existenzgrundlage beraubt und es begann eine rapide Abwanderung aus der Stadt, die zu einem Rückgang der Einwohnerzahl auf circa 2.000 nach dem Zerfall der Sowjetunion führte. Im unabhängigen Usbekistan entwickelte sich Yangiobod zu einem beliebten Kur-, Wintersport- und Wanderort und erlebte auf diese Weise Ansätze einer Renaissance nach dem vorangegangenen Niedergang. Gleichzeitig stellen die Überbleibsel des Uranbergbaus in der Region eine erhebliche Herausforderung für die gesamte Region dar. In der Umgebung von Jangiabad lagern große Mengen von kontaminiertem Material, infolgedessen wurde in und um Jangiabad eine erhöhte Aktivität radioaktiver Stoffe gemessen. Auch die umliegenden Flüsse sind durch eine außergewöhnlich hohe Uran-Konzentration betroffen.

## Wirtschaft

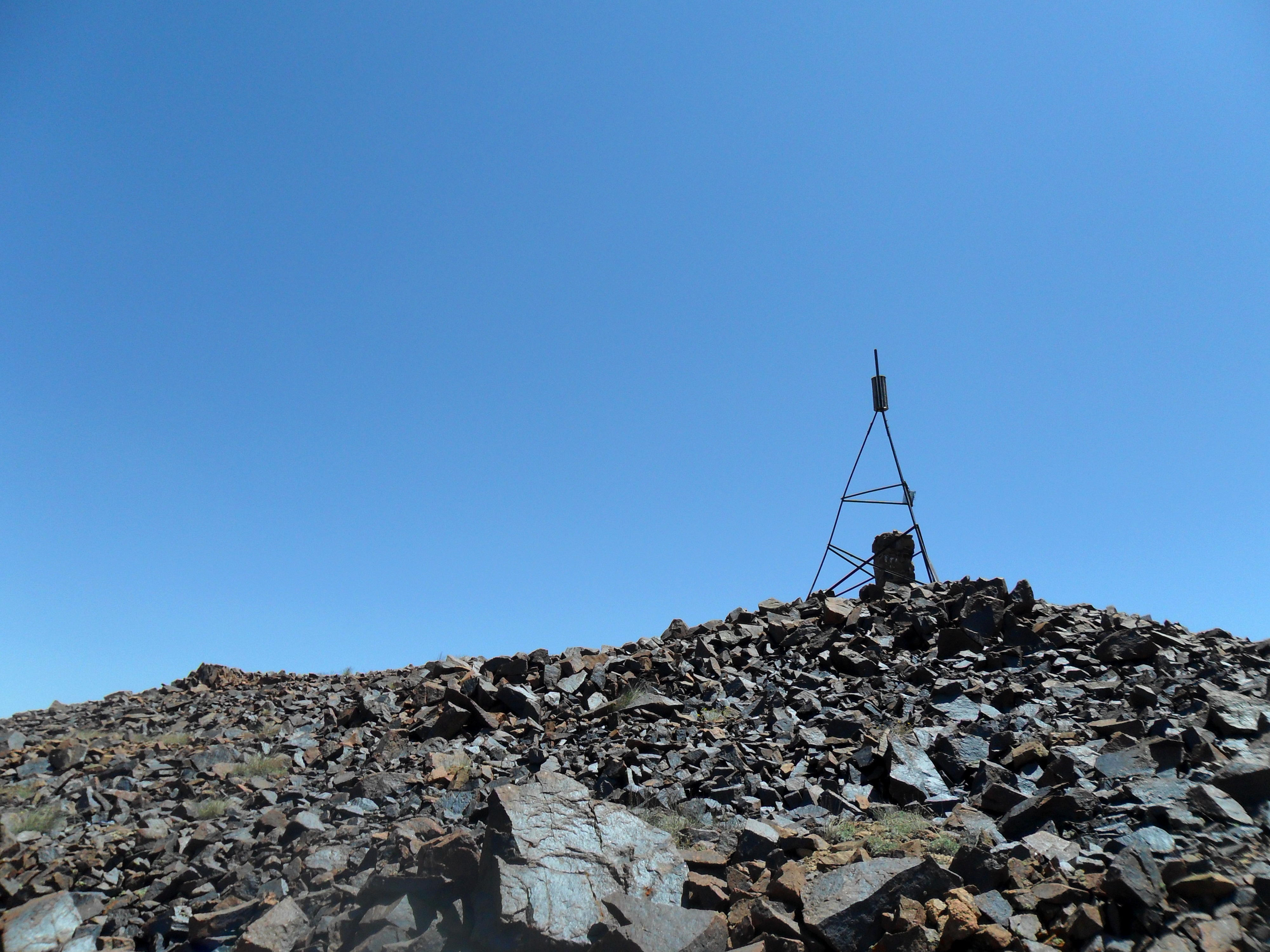
Der Gipfel des nahegelegenen Berges Bobaytogʻ in einer Höhe von 3555 Metern

Die Wirtschaft des Ortes ist heute stark auf den Tourismus ausgerichtet. Die Zahl der ständigen Einwohner des Ortes konnte die Zahl von knapp 10.000 Bewohnern während der Hochzeit des Uranbergbaus nie mehr erreichen, dafür gibt es inzwischen zahlreiche Sommerhäuser in dem Ort, die häufig im Besitz von Einwohnern der nahegelegenen Hauptstadt Taschkent sind. Die geringe Entfernung zu Taschkent und die ruhige Gebirgslandschaft in der Umgebung machen Yangiobod zu einem beliebten Erholungs- und Urlaubsgebiet für die Bevölkerung Taschkents. Diese Entwicklung führte in den vergangenen Jahren auch zu einer Verbesserung der touristischen Infrastruktur rund um Yangiobod, unter anderem wurden ein Skilift, mehrere Skipisten und Wanderwege und neue Übernachtungsmöglichkeiten geschaffen, um den Ort für Besucher attraktiver zu gestalten. Neben der natürlichen Schönheit der Region ist die Architektur des Ortes trotz des Fehlens jeglicher alter oder repräsentativer Gebäude ein weiterer Grund für die Beliebtheit des Ortes bei usbekischen Besuchern. Die zumeist zwei- oder dreistöckigen Häuser prägen das Erscheinungsbild des Ortes. Dieser Stil ist auf die führende Rolle der Wolgadeutschen beim Aufbau der Stadt zurückzuführen, die Yangiobod prägte.

## Söhne und Töchter der Stadt
- Gennadi Walerjewitsch Schidko (1965–2023), Generaloberst der russischen Streitkräfte
- Komiljon Toʻxtayev (* 1997), Skirennläufer